# Pfitschengraben (Main, Gochsheim)
Der Pfitschengraben ist ein gut anderthalb Kilometer langer linker und südwestlicher Zufluss des Mains im unterfränkischen Landkreis Schweinfurt.

## Geografie

### Verlauf
Der Pfitschengraben entsteht im Iphofen-Gerolzhofener Steigerwaldvorland auf einer Höhe von 248 m ü. NN aus drei Quellästen in einem Mischwald knapp einen Kilometer südlich des zur Gemeinde Gochsheim gehörenden Ortsteils Weyer.
Das vereinigte Bächlein fließt zunächst etwa 150 Meter in nordöstlicher Richtung durch den Wald und dann in die offene Flur. Bei einem Einzelgehöft kreuzt es den Grettstadter Weg und wird dort auf seiner rechten Seite von einem Feldgraben gespeist. Der Pfitschengraben läuft dann, begleitet von einer Baumgalerie, weiterhin nordostwärts durch die Felder und Wiesen der Flur Wörthwiesen. Etwas bachabwärts fließt ihm auf der anderen Seite ein weiterer Graben zu. Der Pfitschengraben quert dann südlich des Hammelsberges die von Gochsheim nach Untereuerheim führende St 2277 und gleich darauf die Abzweigung zur B 303.
Er fließt nun entlang der Autobahnauffahrt am Westrand eines kleinen Laubwäldchens entlang, unterquert dann die E 48, passiert noch die Gemeindegrenze von Gädheim und mündet schließlich knapp 700 Meter östlich von Weyer auf einer Höhe von 210 m ü. NN von links und Südwesten in ein Becken des Mains.